# Lipinia longiceps
Espèce
Synonymes
- Lygosoma longiceps Boulenger, 1895

Lipinia longiceps est une espèce de sauriens de la famille des Scincidae.

## Répartition
Cette espèce se rencontre :
- en Nouvelle-Guinée ;
- en Papouasie-Nouvelle-Guinée sur les îles de Fergusson et de Misima ainsi que dans les îles Trobriand.

## Publication originale
- Boulenger, 1895 : Description of two new reptiles obtained by Mr. A.S. Meek in the Trobriand Islands, British New Guinea. Annals and Magazine of Natural History, sér. 6, vol. 16, p. 408-409 (texte intégral).